# Токовицы
Токовицы — деревня в Ивановском районе Ивановской области России, входит в состав Куликовского сельского поселения.

## История
В 1981 году Указом Президиума Верховного Совета РСФСР посёлок пригородного хозяйства фабрик БИМ и НИМ переименован в Токовицы.

## Население
| 2010 | 2018 |
| ---- | ---- |
| 4    | ↘3   |

## Инфраструктура
Действовало в советское время пригородное хозяйство фабрик БИМ и НИМ.